# Aya Suzaki
Aya Suzaki (洲崎 綾 Suzaki Aya?, Kanazawa, Prefectura de Ishikawa, 25 de diciembre de 1986) es una seiyu y narradora japonesa, afiliada a la agencia de talentos I'm Enterprise.

## Biografía
Suzaki es buena cantante, y considera el buceo y el soft tennis como sus deportes favoritos. Uno de sus pasatiempos es tocar la trompeta. Es también licenciada como profesora.
Ella interpretó el opening y el ending del anime Tamako Market bajo el nombre de su personaje Tamako Kitashirakawa.
Ella recibió un premio en Mejores Actores Revelación Femeninos Junto con Reina Ueda y Sora Amamiya en la 9.º entrega de los Seiyũ Awards en marzo de 2015.

## Filmografía
| Anime                                                        | Anime                                                  | Anime                                        | Anime                   |
| Año                                                          | Título                                                 | Papel                                        | Notas                   |
| ------------------------------------------------------------ | ------------------------------------------------------ | -------------------------------------------- | ----------------------- |
| 2010                                                         | Bakuman                                                | Misayo Amane                                 | Episodio 22             |
| 2011                                                         | Manyu Hiken-chō                                        | Grass C                                      |                         |
| 2012                                                         | Tonari no Kaibutsu-kun                                 | Estudiante Femenina B                        | Episodio 6              |
| 2012                                                         | To Love-Ru: Darkness                                   | Estudiante Femenina, Chica Escolar           | Episodio 12, Episodio 5 |
| 2013                                                         | To Aru Kagaku no Railgun                               | Rikō Takitsubo                               |                         |
| 2013                                                         | Bakuman. 3                                             | Kaiko Naka                                   | Episodio 23             |
| 2013                                                         | Gen'ei o Kakeru Taiyō                                  | Cerebrum                                     | (Chica, episodios 5-8)  |
| 2013                                                         | Da Capo III                                            | Nakayama                                     |                         |
| 2013                                                         | Boku wa Tomodachi ga Sukuna: NEXT                      | Gal, Galge                                   | Episodio 11, Episodio 6 |
| 2013                                                         | Jewelpet Happiness                                     | Estudiante                                   |                         |
| 2013                                                         | Kill la Kill                                           | Mako Mankashoku                              |                         |
| 2013                                                         | Kiniro Mosaic                                          | Chica de la Clase B                          | Episodio 5              |
| 2013                                                         | Kyōsōgiga                                              | Chica, Chica Shrine                          | Episodio 1              |
| 2013                                                         | Kotoura-san                                            | Empleado de la Tienda                        | Episodio 8              |
| 2013                                                         | Little Busters!                                        | Yumi                                         | Episodio 24             |
|                                                              | Ore no Imōto ga Konna ni Kawaii Wake ga Nai            | Alfa, Ran-chin                               | Episodio 1, Episodio 10 |
| Ore no Kanojo to Osananajimi ga Shuraba Sugiru               | Rin Kawachi, Camarera                                  | Episodio 13, Episodio 8                      |                         |
| Phi Brain: Kami no Puzzle                                    | Nono                                                   | Episodio 10                                  |                         |
| Ro-Kyu-Bu! SS                                                | Hiiragi Takenaka                                       |                                              |                         |
| Sasami-san@Ganbaranai                                        | Compañera F                                            | Episodio 10                                  |                         |
| Senki Zesshō Symphogear G                                    | Anunciador                                             | Episodios 4-5                                |                         |
| Tokurei Sochi Dantai Stella Jo-Gakuin Kōtō-ka Shīkyūbu C³-bu | Kazuha                                                 | Episodios 10-13                              |                         |
| Tamako Market                                                | Tamako Kitashirakawa                                   |                                              |                         |
| Hentai Ōji to Warawanai Neko                                 | Moriya                                                 |                                              |                         |
| Yuyushiki                                                    | Estudiante femenina C                                  | Episodio 4                                   |                         |
| 2014                                                         | Aikatsu!                                               | Mikuru Natsuki                               |                         |
| 2014                                                         | Gokukoku no Brynhildr                                  | Kana Tashibana                               |                         |
| 2014                                                         | Kenzen Robo Daimidara                                  | Likantz Seaberry                             |                         |
| 2014                                                         | Girl Friend BETA                                       | Kurumi Eto                                   |                         |
| 2014                                                         | Rokujōma no Shinryakusha!?                             | Shizuka Kasagi                               |                         |
| 2014                                                         | Sidonia no Kishi                                       | Shizuka Hoshijiro                            |                         |
| 2014                                                         | Magi                                                   | Marga                                        |                         |
| 2014                                                         | Robot Girls Z                                          | Poses O2                                     |                         |
| 2015                                                         | Trinity Seven                                          | Selina Sherlock                              |                         |
| 2015                                                         | Ansatsu Kyoshitsu                                      | Kaede Kayano                                 |                         |
| 2015                                                         | Classroom Crisis                                       | Tsubasa Hanaoka                              |                         |
| 2015                                                         | Kantai Colection                                       | Akatsuki, Hibiki, Ikazuchi, Inazuma          |                         |
| 2015                                                         | Sidonia no Kishi Battle for Planet Nine                | Shizuka Hoshijiro, Tsumugi Shiraui           |                         |
| 2015                                                         | Kyoukai no Rinne                                       | Rika                                         |                         |
| 2015                                                         | Suzakinishi the Animation                              | Aya Suzaki                                   |                         |
| 2015                                                         | The IDOLM@STER Cinderella Girls                        | Minami Nitta                                 |                         |
| 2015                                                         | The IDOLM@STER Cinderella Girls 2nd Season             | Minami Nitta                                 |                         |
| 2015                                                         | Hokago no Pleiades                                     | Amiga de Aoi                                 |                         |
| 2016                                                         | Ajin                                                   | Eriko Nagai                                  |                         |
| 2016                                                         | Ansatsu Kyoshitsu Segunda Temporada                    | Kaede Kayano                                 |                         |
| 2016                                                         | Fudanshi Kōkō Seikatsu                                 | Rumi Nishihara                               | [ 4 ]                   |
| 2016                                                         | Phantasy Star Online 2: The Animation                  | Kouri                                        | Episodio 5              |
| 2017                                                         | ACCA: 13-ku Kansatsu-ka                                | Eider                                        |                         |
| 2017                                                         | Kyōkai no Rinne 3                                      | Rika Momoi                                   |                         |
| 2018                                                         | HUGtto! PreCure                                        | Ranze Ichijou                                |                         |
| 2018                                                         | Happy Sugar Life                                       | Shōko Hida                                   |                         |
| 2018                                                         | BanG Dream! Girls Band Party! ☆ PICO                   | Marina Tsukishima                            |                         |
| 2018                                                         | Release the Spyce                                      | Mei Yachiyo                                  |                         |
| 2018                                                         | Himote House                                           | Tae Hongou                                   |                         |
| 2019                                                         | BanG Dream! 2nd Season                                 | Marina Tsukishima                            |                         |
| 2019                                                         | Mahou Shoujo Tokushusen Asuka                          | Asuka Otori                                  |                         |
| 2019                                                         | Miru Tights                                            | Homi Moegi                                   |                         |
| 2019                                                         | Kandagawa Jet Girls                                    | Kuromaru Manpuku                             |                         |
| 2020                                                         | BanG Dream! Girls Band Party! ☆ Pico ~Ohmori~          | Marina Tsukishima                            |                         |
| 2020                                                         | Yichang Shengwu Jianwenlu                              | Lily                                         |                         |
| 2020                                                         | Dokyuu Hentai HxEros                                   | Miharichuu                                   |                         |
| 2020                                                         | Rail Romanesque                                        | Kiko                                         |                         |
| 2021                                                         | Back Arrow                                             | Atlee Ariel                                  |                         |
| 2021                                                         | Ancient Girl's Frame                                   | Luna Mariano Perez Lupiano                   |                         |
| Películas                                                    |                                                        |                                              |                         |
| Año                                                          | Título                                                 | Papel                                        | Notas                   |
| 2014                                                         | Aikatsu! La Película:                                  | Mikuru Natsuki                               |                         |
| 2014                                                         | Tamako Love Story                                      | Tamako Kitashirakawa                         |                         |
| 2015                                                         | Ajin Parte 1: Shodo                                    | Eriko Nagai                                  |                         |
| 2015                                                         | Sidonia no Kishi La Película                           | Shizuka Hoshijiro                            |                         |
| 2015                                                         | Harmony                                                | Cian Reikado                                 |                         |
| Videojuegos                                                  |                                                        |                                              |                         |
| Año                                                          | Título                                                 | Papel                                        | Notas                   |
| 2011                                                         | The IDOLM@STER Cinderella Girls                        | Minami Nitta                                 |                         |
| 2011                                                         | Akiba's Trip 2                                         | Nana                                         |                         |
| 2011                                                         | Kantai Collection                                      | Aoba, Mogami, Hōshō, y las hermanas Akatsuki |                         |
| 2014                                                         | Guilty Gear Xrd                                        | Elphelt Valentine                            |                         |
| 2014                                                         | Hyrule Warriors                                        | Proxi                                        |                         |
| 2014                                                         | Hyper Galaxy Fleet                                     | Shimamoto Izumi                              |                         |
| 2014                                                         | Valkyrie Drive -Bhikkhuni-                             | Rinka Kagurazaka                             |                         |
| 2015                                                         | Lilycle Rainbow Stage!!!                               | Uzaki Waka                                   |                         |
| 2017                                                         | Magia Record                                           | Manaka Kurumi                                |                         |
| 2021                                                         | Genshin Impact                                         | Sayu                                         |                         |
| CD Dramas                                                    |                                                        |                                              |                         |
| Título                                                       | Título                                                 | Papel                                        | Notas                   |
| Imōto ga ō Sugite Nemurenai                                  | Imōto ga ō Sugite Nemurenai                            | Isaribi                                      |                         |
| Doblaje                                                      |                                                        |                                              |                         |
| Año                                                          | Título                                                 | Papel                                        | Notas                   |
| 2013                                                         | RWBY                                                   | Nora Valkyrie                                |                         |
| Otros                                                        |                                                        |                                              |                         |
| Título                                                       | Título                                                 | Papel                                        | Notas                   |
| Radio Fudanshi Kōkō Seikatsu "Fu-Jinrui Mina Kyōdai!!"       | Radio Fudanshi Kōkō Seikatsu "Fu-Jinrui Mina Kyōdai!!" | Rumi Nishihara                               | Web Radio               |
| Hanageki                                                     | Hanageki                                               | Shūko Naruse                                 |                         |